# Gustav Švamberg
Gustav Švamberg (2. srpna 1880 Neveklov – 24. ledna 1959 Praha) byl profesorem právních věd, práva obchodního a směnečného na Českém vysokém učení technickém v Praze. V akademickém roce 1937–1938 byl jeho rektorem.
Roku 1946 získal čestný titul doktora technických věd (Dr.h.c.) Českého vysokého učení technického v Praze .